# 外交部 (沙烏地阿拉伯)
外交部（阿拉伯语：وزارة الخارجية）是沙特阿拉伯负责处理对外关系的政府部门。1930年，沙特阿拉伯國王阿卜杜勒-阿齐兹·本·阿卜杜拉赫曼·本·费萨尔·阿勒沙特下令組建外交部。 费萨尔·本·阿卜杜勒-阿齐兹·阿勒沙特为該國的第一任外交大臣。 